# San Paolo Bel Sito
San Paolo Bel Sito község (comune) Olaszország Campania régiójában, Nápoly megyében.

## Fekvése
Nápolytól 25 km-re északkeletre fekszik. Határai: Liveri és Nola.

## Története
A települést 1862-ig San Paolo néven ismerték. Ekkor tették hozzá a Bel Sito jelzős szerkezetet (jelentése szép vidék), hogy megkülönböztessék Olaszország hasonló nevű településeitől. Neve összefügg védőszentje (Pál apostol) kultuszának kialakulásával. Első írásos említése 1324-ből származik. 

## Népessége
A népesség számának alakulása:

## Főbb látnivalói
- Palazzo Accinni
- Palazzo Contieri
- Palazzo Scala
- Madonna del Corpus Domini-templom
- San Paolo I Eremita-templom